# Paola Calvetti
Pour les articles homonymes, voir Calvetti.
Paola Calvetti, née en 1958 à Milan, est une journaliste et écrivaine italienne.

## Biographie
Paola Calvetti suit des études de langues au Liceo Linguistico A. Manzoni. Elle est diplômée en DAMS (études de théâtre, d'art et de musique) à l'université de Bologne.  
Peu de temps après l'obtention de son diplôme, elle écrit son premier livre Lo spazio fantastico sur la danse et le mime pour les enfants.  
Paola Calvetti travaille notamment comme journaliste pour le quotidien italien de centre gauche La Repubblica. Elle écrit également des scénarios pour la télévision italienne,. 
Entre 1993 et 1997, elle est directrice de la communication du théâtre de la Scala de Milan. De 2003 à 2009, elle est nommée directrice des communications du Touring Club Italiano.
Paola Calvetti vit et travaille à Milan, où elle se consacre notamment à l'écriture.

## Œuvres
- L’amore segreto, 1999

- traduit en français sous le titre L’Amour secret par Françoise Brun , Paris, Presses de la Cité, 2010, 175 p.  (ISBN 978-2-258-08289-2)
- L’addio, 2001
- Né con te né senza di te, 2004
- Perché tu mi hai sorriso, 2006
- Noi due come un romanzo, 2009

- traduit en français sous le titre L’amour est à la lettre A par Françoise Brun , Paris, Presses de la Cité, 2009, 381 p.  (ISBN 978-2-258-07893-2)
- Olivia ovvero la lista dei sogni possibili, 2012

- traduit en français sous le titre La Ronde des désirs impossibles par Sophie Royère, Paris, Albin Michel, 2014, 267 p.  (ISBN 978-2-226-25810-6)
- Parlo d’amor con me, 2013